# Uranotaenia antennalis
Uranotaenia antennalis är en tvåvingeart som beskrevs av Taylor 1919. Uranotaenia antennalis ingår i släktet Uranotaenia och familjen stickmyggor. Inga underarter finns listade i Catalogue of Life.